# Мільська Євгенія Михайлівна
Євгенія Михайлівна Мільська (до шлюбу Косач; 17 (25) лютого 1898, Тарту, Естонія — 1 квітня 1977, Пуща-Водиця) — українська лікарка, акушерка-гінекологиня, викладачка. Авторка спогадів про Лесю Українку та родину Косачів.
Онука Олени Пчілки. Племінниця Лесі Українки, дочка її старшого брата Михайла Косача.

## Життєпис
Народилася 17 (25) лютого 1898 року в Дерпті (ніні Тарту, Естонія) в родині вченого фізика Михайла Косача та письменниці й активістки Олександри Судовщикової (Грицько Григоренко). 
З 1901 року мешкала з родиною в Харкові, де батько влаштувався приват-доцентом на роботу до Харківського університету та розбудовував метеорологічну галузь на Харківщині.
Освіту Євгенія здобула в Києві, куди мати разом з нею переїхала одразу після передчасної смерти батька (16 жовтня 1903 р.). Замешкали на вул. Лабараторній, 11 (це був будинок їхнього родича Петра Васильовича Приходька).
Восени 1907 року пішла на навчання до молодшого підготовчого класу Київського приватного комерційного жіночого училища Володкевича. З 4 класу переведена до Київської гімназії імені княгині Ольги. Часто бувала з мамою в родині Косачів на Маріїнсько-Благовіщенській вулиці, відвідувала заходи «Українського клубу» та клуб «Родина» (вул. Володимирська, 42). Залишила враження у спогадах від побачень з Лесею Українкою:«Тьотя Леся прищеплювала мені любов до музики, настоювала на тому, аби мене вчили грати на фортепіано». Неодноразово бувала на сімейних концертах у Косачів, де грав Микола Лисенко, тому Євгенія з дитячих літ вчилася музиці, її учителем був В. Денбський. 
Щоліта до 1914 року разом з мамою та бабусею Ганною відпочивала в родинному маєтку на Оржицькому (Безбродьковому) хуторі Полтавської губернії. З 1914 року через паніку Першої світової війни перебралися жити до Гадяча в родинний маєток Драгоманових. 1917 року з родиною повернулася до Києва.
1918 р. одружилася з незаможним міщанином Миколою Мільським, жила в домі чоловіка на вул. Дмитрівській. Закінчила котроткочасні курси машинопису, працювала машиністкою.
1920 р. втупила до фельдшерської акушерської школи, яку закінчила 1923 р. і, здобувши фах, працювала у Федорівській лікарні на Лук'янівці.
1924 р. розійшлася з чоловіком через його марнотратство й оселилася в домі тітки Ізидори Косач-Борисової на Лук'янівці по вул. Овруцька, 16 (нині 6).
Після смерти матері 27 квітня 1924 року оселилася на вул. Нероновича, 6., працювала в інфекційній лікарні, а потім у Бубновській лікарні (станція Боярка) як фельдшер-акушерка до 1930 р.
1931 р витримала вступні іспити до Київського медінституту, який закінчила 1936 року, по завершенні залишилась при катедрі патологічної анатомії в аспірантурі (з 1937 р.)
1939 р. перевелася на посаду асистентки катедри патологічної анатомії до Вітебського медінституту (Білорусь).
Взимку 1939–1940 рр. покликана до лав Червоної армії, працювала хірургинею-ординаторкою у польовому шпиталі, після демобілізації 1940 року повернулася на катедру. Під час евакуації у роки Другої світової війни прибула до родини двоюрідного брата Михайла Кривинюка (молодшого) у Свердловськ, влаштувалася працювати з 1 жовтня 1941 р. до Військово-медичного училища, викладала нормальну фізіологію, анатомію, патофізіологію. Після війни училище повернулося до Києва, разом з ним і Євгенія Михайлівна. 11 березня 1946 року звільнена з училища за скороченням штату.
25 березня 1946 р. виїхала до Народичів на Житомирщину, влаштувавшись (тимчасово) на посаду головної лікарки, а з 1 липня — лікарка-ординаторка у цій же лікарні.
10 березня 1950 року приступила до роботи у Довбишській райлікарні, Житомирської обл., де працювала як районний акушер-гінеколог.
У серпні 1955 р. звільнилась за власним бажанням та переїхала до ст. Бессарабська (на межі Молдови та Одеської обл.), де й почала працювати з травня 1958 р. у залізничній лікарні Одесько-Кишинівської залізниці.
1 серпня 1963 р. вийшла на пенсію.
З 1968 до 1971 рр. жила на пенсії у Бесарабці, а 1971 р. була влаштована в будинок ветеранів сцени у Пущі-Водиці.
Євгенія Косач-Мільська була двічі одружена (другий чоловік Абушек Онисим). Написала спогади про Лесю Українку та родину Косачів. Відвідувала могили родичів на Байковому кладовищі.
Померла 1 квітня 1977 року в Пущі-Водиці.